# 2011年のバスケットボール
< 2011年 | 2011年のスポーツ
2011年のバスケットボール（2011ねんのバスケットボール）では、2011年（平成23年）のバスケットボール関連の出来事をまとめる。

## できごと

### 1月
- 9日 - 第77回皇后杯全日本総合選手権の女子決勝は、JXが富士通に73－68で勝ち、前身のジャパンエナジー時代を含めて3年連続16回目の優勝。
- 10日 - 第86回天皇杯全日本選手権男子決勝、延長戦の末アイシンが81-74でパナソニックを下し4連覇（8度目の優勝）。
- 19日 - レラカムイ北海道の運営会社がJBLより除名。チーム運営はJBL関連会社に譲渡。

### 3月
- 15日 - 東日本大震災の考慮してJBLが打ち切り。
- 17日 - 東日本大震災で中断されていたWリーグファイナルが打ち切り。準決勝までの成績からJXが優勝。
- 26日 - アイシンに所属する元日本代表の佐古賢一が引退。

### 4月
- 1日 - 前日付けで廃部となったJALラビッツをNSGグループが承継。
- 4日 - トヨタ自動車に所属する櫻田佳恵が日本代表候補を辞退し引退。
- 11日 - トヨタ自動車に所属する元日本代表の古田悟が引退。

### 5月
- 8日 - NBA、ロサンゼルス・レイカーズのフィル・ジャクソンヘッドコーチが引退を表明。

### 6月
- 3日 - NBA、ボストン・セルティックスのシャキール・オニールが引退。
- 7日 - 東京アパッチが2011-12シーズンの活動休止を発表。
- 8日 - ビッグブルー東京の2011-12限りでのWJBL退会、それに伴うWJBL2部制廃止が明らかになる。
- 12日 - NBAファイナル、ダラス・マーベリックスが初優勝。MVPはダーク・ノヴィツキー。

### 7月
- 13日 - JBL、北海道総合スポーツクラブの新規入会を承認。
- 31日 - チリで開催されたU-19世界選手権、米国が優勝。日本は7位となるも町田瑠唯が大会ベスト5に選ばれる。

### 8月
- 2日 - インターハイ決勝戦、男子は延岡学園が3年ぶり3度目、女子は金沢総合が13年ぶり3度目の優勝。
- 22日 - 中国深圳で開催された第26回ユニバーシアード、男子はセルビア、女子は米国がそれぞれ優勝。日本は男女とも12位。
- 28日 - 長崎県大村市で開催された2011年女子アジア選手権、中国が2大会連続11回目の優勝でロンドン五輪出場権獲得。日本は3位で世界最終予選へ。

### 9月
- 3日 - 全国高等学校体育連盟は2004年のインターハイを優勝した福岡第一高等学校について、当時メンバーだったセネガル人留学生が年齢詐称をしていた事が分かったとして、2004年のインターハイ優勝と、翌年の同大会3位の記録を取り消し、2004年大会準優勝だった北陸高等学校の繰り上げ優勝を発表。
- 25日 - 中国で開催された2011年男子アジア選手権、開催国中国が3大会ぶり15回目の優勝でロンドン五輪出場権獲得。日本は7位に終わり五輪出場権を逃す。

### 10月
- 28日 - NBA、労使協定締結難航を理由に11月末までのシーズン中止を発表。

### 12月
- 17日 - 日本協会、2013年開幕予定の統合新リーグの概要発表。bjリーグ側は反発。
- 28日 - 第42回全国高等学校バスケットボール選抜優勝大会女子決勝で札幌山の手高校が山形商を80-73で下し、2年連続2回目の優勝。連覇は2007～09年の桜花学園（愛知）（3連覇）以来2年ぶり。
- 29日 - 第42回全国高等学校バスケットボール選抜優勝大会男子決勝で延岡学園が尽誠学園を88-55で下し初優勝し1998年の能代工（秋田以来男子では13年ぶりに、高校総体・国体と合わせ3冠達成。

## 国際大会
- 2011年男子アジア選手権（ 中国・武漢）
- 2011年女子アジア選手権（ 日本・大村）
- ユーロリーグ 2010-11ファイナル（バルセロナ・5月8日）
- 女子ユーロリーグ 2010-11

## 国内大会

### 日本プロバスケットボール（bjリーグ）
- bjリーグオールスターゲーム2010-11（1月23日、大阪府立体育会館）
  - WEST 110 - 109 EAST
- bjリーグ 2010-11ファイナル
  - 浜松・東三河フェニックス 82 - 68 琉球ゴールデンキングス
    - 浜松は2年連続2度目の優勝。

### その他日本国内
- 第86回天皇杯・第77回皇后杯全日本総合選手権（1月2日〜10日）
  - 男子
    - 決勝：アイシンシーホース 81 - 74（延長） パナソニックトライアンズ
      - アイシンは4年連続8回目の優勝。

  - 女子
    - 決勝：JXサンフラワーズ 73 - 68 富士通レッドウェーブ
      - JXは3年連続16度目の優勝（共同石油、日鉱共石、ジャパンエナジー、JOMO時代を含む）。
- JBL 2010-11・ファイナル
  - 中止
- JBL2 2010-11・ファイナル（3月27日）
- Wリーグ2010-11・ファイナル
  - 1戦終えて打ち切り。
- W1リーグ2010-11
- 第63回全日本大学バスケットボール選手権大会
- 高校総体（7月29日～8月3日・秋田県）
  - 男子決勝： 延岡学園（宮崎） 99 - 75 福岡第一（福岡）
    - 3年ぶり3回目

  - 女子決勝： 金沢総合（神奈川） 66 - 63 大阪薫英女学院（大阪）
    - 13年ぶり3回目
- 第42回全国高等学校バスケットボール選抜優勝大会（12月23～29日・東京体育館）
  - 男子決勝： 延岡学園（高校総体優勝・宮崎） 88 - 55 尽誠学園（香川）
    - 初優勝

  - 女子決勝： 札幌山の手（北海道） 80 - 73 山形商（山形）
    - 2年連続2回目

### NBA
- NBAオールスターゲーム（2月20日、カリフォルニア州・ステイプルズ・センター）
- NBAファイナル

### 韓国プロバスケットボール
- KBL 2010-11ファイナル

### 中国プロバスケットボール
- CBA 2010-11ファイナル